# Hemmabio

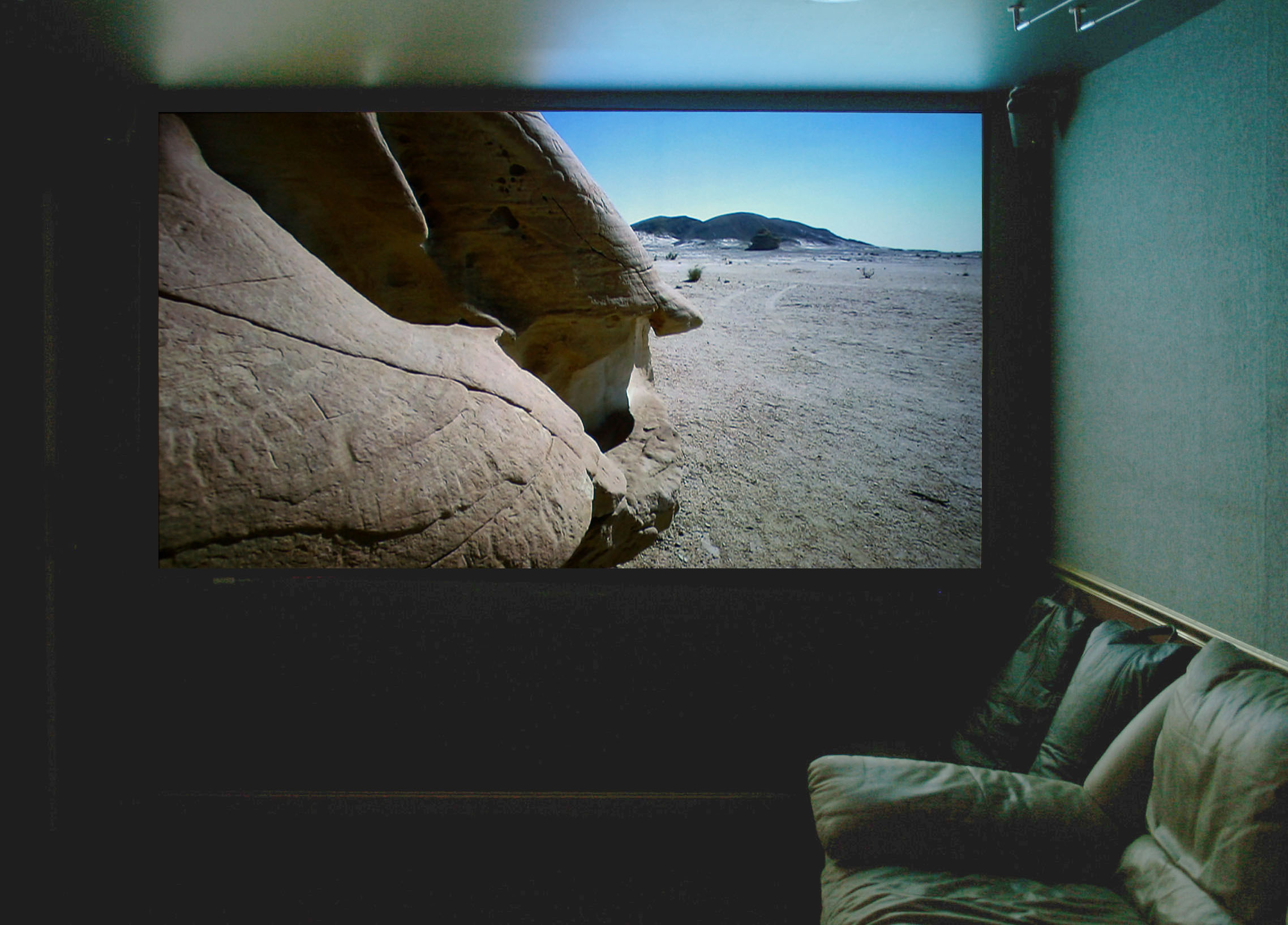
HDTV-Bild i en hemmabio

Hemmabio eller hembio kan i sin allmänna betydelse definieras som ett rum med en utrustning som levererar en upplevelse i hemmet som kan liknas med den man får i en vanlig biograf. Många definierar hembio som ett rum med bild visad på större skärm av projektor eller möjligen en större tv samt ljud i minst fem kanaler, så kallat 5.1-ljud. Den bredare definitionen gör dock att den person med rum med projektor och ljud som kan få en upplevelse i med biografkänsla, kunna sägas inneha en hemmabio. Surroundljud avkodas i en så kallad hembioreceiver eller A/V receiver och en förstärkt ljudsignal skickas till högtalarna. I en hemmabio har man normalt sett 5 till 13 högtalare och 1 till 4 subwoofers. Avkodningssystem för surroundljud kan vara Dolby Atmos, Dolby Digital eller DTS:X. 

## I en hemmabio finns alltid eller oftast
- Bild- och ljudkälla, vanligtvis en DVD- eller Blu-Ray-spelare.
- Avkodare (DSP = Digital Signal Processor) samt förstärkare, för att behandla ljudsignalen från källan samt förstärka den. Normalt är detta en integrerad produkt som kallas A/V Receiver.
- Högtalare, minst 5.1, dvs vänster front, höger front, center, vänster bak, höger bak och subwoofer.
- Bildvisare, normalt projektor,[källa behövs] men ibland större tv.
- Projektorduk
- Sittmöbler, det finns många varianter, ofta avsevärt lyxigare än de som finns på storbiografer.
- Mörkläggningsmöjligheter, både mörka väggar och möjlighet till mörkläggning (eliminering av störljus) är väsentliga i en hemmabio med duk och projektor.

## Hemmabioförstärkare eller Surroundförstärkare
En central del i utrustningen för den som vill få en ljudmässig biografupplevelse. Hemmabioförstärkaren är den enhet som tar emot ljudsignaler oftast från en DVD-spelare och sedan via sina vanligtvis fem förstärkardelar skickar ljudet till motsvarande antal högtalare som befinner sig runt lyssnarna. Ljudteknikerna i dagens filmproduktion kan mixa ljudet i så kallat 5.1-ljud, 5.1 betecknar sex separata ljudkanaler; vänster fram, höger fram, center, vänster bak, höger bak och subwoofer (enbart basljud). Numera finns även möjlighet till fler kanaler, till exempel 6.1, 7.1 till och med 11.2. Ljudsignalen skickas antingen mixad i en digital kabel och avkodas i hemmabioförstärkarens DSP eller alternativt avkodas direkt i enheten (till exempel DVD-spelare) som då skickar signalen analogt via sex kablar till hemmabioförstärkaren. Eftersom ljudteknikerna kan arbeta med många ljudkanaler oberoende av varandra så kan ljudupplevelser skapas som får hemmabiotittaren att känna sig i filmhändelsernas centrum. (Exempel på effekter kan vara verklighetstrogna ljud av föremål som rör sig runt lyssnare, till exempel flygplan som flyger förbi, pistolskott som visslar förbi, något som rör sig i buskarna i bakgrunden)